# Arunus tenuis
Arunus tenuis es una especie de coleóptero de la familia Monotomidae.

## Distribución geográfica
Habita en Filipinas.